# Цьокас, Даниэл
Даньел Чока (рум. Daniel Cioca, род.19 июня 1971), впоследствии ставший писаться как Даниэл Цьокас (греч. Ντανιελ Τσιόκας) — румынский и греческий игрок в настольный теннис, призёр чемпионатов Европы.

## Биография
Родился в 1971 году в Клуж-Напоке (Румыния). В начале 1990-х эмигрировал в Грецию. В 1996 году принял участие в Олимпийских играх в Атланте, но наград не завоевал. В 2000 году завоевал бронзовую медаль чемпионата Европы в смешанном парном разряде, но на Олимпийских играх в Сиднее вновь остался без медалей. В 2004 году принял участие в Олимпийских играх в Афинах, но там греческая команда стала лишь 9-й.